# Ralph Günther Mohnnau
Ralph Günther Mohnnau (* 13. Mai 1937 in Bad Kreuznach) ist ein deutscher Autor.

## Werdegang
Schon in jungen Jahren zählten vor allem mittelalterliche und expressionistische Lyrik, Malerei und Ballett zu Mohnnaus Interessensgebieten. Als Vierzehnjähriger schrieb er erste Gedichte und Zeitungsartikel. Nach dem Abitur nahm Mohnnau Studien in den Disziplinen Romanistik, Rechtswissenschaften und Philosophie auf, denen er zwischen 1956 und 1965 an den Universitäten Mainz, Freiburg und der Pariser Sorbonne nachkam. Im Kontext von Studienreisen bereiste er Griechenland, Ägypten, Nordamerika und die Kanarischen Inseln.

## Wirken
Mohnnaus literarisches Wirken umfasst vor allem Poesie und Sprechtheater. Darüber hinaus beschäftigt er sich mit dem Musiktheater und publizierte hierfür etliche Textbücher. Im Jahr 1982 wurde das Rockmusical H zu dem Mohnnau die Texte schrieb, unter der Regie von Manuel Lütgenhorst im Ohio Theater, New York uraufgeführt. Die Handlung dreht sich um eine junge heroinabhängige Frau der Frankfurter Szene. Seinen ersten Gedichtband, Gläserner Ginster, brachte Mohnnau 1954 heraus. Sein erster Roman Der Tanz des Kondors erschien 1997. Daneben übersetzte er Saphho und Echnaton. Er ist zusätzlich Herausgeber der „Künstler- und Malerbücher“ der Alpha Presse in Frankfurt.
Mohnnau ist nach eigenen Angaben freier Mitarbeiter der New Yorker Art and St. Ann`s in Brooklyn. Seine aktuellen Wohnorte sind Frankfurt am Main und Paris.

## Rezensionen
Die World Literature Today stellt heraus, dass die Gedichte Mohnnaus zugleich stimulieren als auch provozieren und von großer Intensität geprägt sind. Seine mit Priameln versehenen Originalfrottagen, unter dem Titel „Der Tag hat viel Augen“ erschienen, lösen nach Hödl bei Betrachtung weitere innere Bilder aus, die eigene Phantasie mit Mythen der Menschheit verknüpfen.